# Cantata Santa María de Iquique
Cantata Santa María de Iquique è un album in studio del gruppo musicale cileno Quilapayún, pubblicato nel 1970.
Del disco esistono varie differenti edizioni contenenti differenti registrazioni integrali dell'opera. La prima è stata effettuata in Cile, nel 1970, con recitativo spagnolo di Héctor Duvauchelle. Una seconda registrazione è stata effettuata nel 1978 in Francia, con l'attore Jean-Louis Barrault al recitativo in francese. Una terza, con recitativo nuovamente in spagnolo di Rodolfo Parada, nel 1981. Una quarta, registrata dal vivo, è presente nell'album El reencuentro. In occasione dei 50 anni della cantata, è stata registrata e pubblicata una sua versione, intitolata Cantata Santa María de Iquique de Luis Advis 50 años Vamos mujer caratterizzata, per la prima volta, dalla partecipazione di numerose artiste (María José Quintanilla, Elizabeth Morris, Magdalena Matthey, Ema Pinto, Colombina Parra, Javiera Parra, Anita Tijoux).
Nell'aprile 2008 l'edizione cilena della rivista Rolling Stone ha posto la Cantata al quarto posto della classifica dei 50 migliori album cileni.

## Descrizione
Cantata Santa María de Iquique è una cantata composta dal musicista cileno Luis Advis verso la fine del 1969 e interpretata principalmente dal gruppo Quilapayún. L'opera musicale è formata da 18 parti, di cui cinque recitativi originalmente interpretati da Héctor Duvauchelle. Vi si narrano gli eventi noti come il massacro della scuola Santa María di Iquique avvenuto il 21 dicembre 1907 nella città di Iquique nel nord del Cile, ad opera del generale Roberto Silva Renard durante il governo del presidente Pedro Montt.
Nota anche come Cantata Popular, viene considerata una delle opere principali del movimento della Nueva Canción Chilena, sviluppatosi a partire dalla fine degli anni sessanta fino ai primi anni settanta, nonché una delle più importanti del compositore Luis Advis e uno dei più importanti dischi dei Quilapayún.  La cantata mescola elementi del folclore musicale del Cile a elementi di musica colta e religiosa.
Durante i primi mesi del 1968, il compositore Luis Advis visita la città di Iquique, nel cosiddetto Norte Grande del Cile, visita che gli ispirò una serie de venti poesie. Alla fine dello stesso anno l'Istituto di Teatro dell'Università del Cile iniziò a preparare un'opera di Isidora Aguirre intitolata Los que van quedando en el camino (Quelli che restano indietro per strada), imperniata su un massacro di contadini. L'Istituto chiese l'aiuto di Advis per la prima dell'opera, cosa che gli diede lo spunto per tentare una sintesi fra le due tematiche. Nel 1969, Luis Advis iniziò a preparare un lavoro basato sul massacro della scuola Santa María di Iquique avvenuto il 21 dicembre 1907. quando più di mille lavoratori del salnitro furono uccisi dall'esercito cileno durante una protesta. Come fonte di ispirazione e per i dati storici, Advis utilizzò il testo Reseña Histórica de Tarapacá.
Quello stesso anno Advis conobbe i Quilapayún, con i quali iniziò a collaborare all'inizio del 1970 a seguito della richiesta del loro fondatore Eduardo Carrasco di arrangiare per loro alcune canzoni della cantante greca Danae. In quell'occasione Advis presentò loro parte del materiale su cui stava lavorando, suscitando l'entusiasmo del gruppo. Col passare dei mesi Advis e i Quilapayún prepararono con cura la cantata. Nel marzo del 1970 la sua composizione fu completata e l'opera venne presentata per la prima volta in pubblico nel Teatro La Reforma il successivo mese di luglio.
La prima ufficiale della «Cantata Popular Santa María de Iquique» avvenne in occasione del Secondo Festival della Nueva Canción Chilena, organizzato nell'agosto del 1970 nello Stadio Cile (ora intitolato a Víctor Jara) a Santiago del Cile. In quell'occasione i recitativi furono declamati dall'attore Marcelo Romo, mentre un mese dopo, per la registrazione del disco per l'etichetta DICAP venne utilizzata la voce di Héctor Duvauchelle. Nelle versioni spagnole successive, la voce narrante è di Rodolfo Parada dei Quilapayún.
Nonostante Advis dichiarasse di non militare in nessun partito politico, la sua Cantata divenne presto un manifesto della Nueva Canción Chilena e dei gruppi militanti della coalizione Unidad Popular con la quale Salvador Allende fu eletto presidente del Cile nel settembre 1970.

### Versioni successive
Durante il regime militare instauratosi in Cile in seguito al golpe cileno del 1973, le copie della cantata furono requisite e distrutte. I Quilapayún partirono in esilio in Francia, dove incisero nuovamente l'opera nel 1978 su un testo parzialmente modificato dallo scrittore argentino Julio Cortázar, senza l'approvazione di Advis che così dichiarò alla stampa:
(Luis Advis)
I Quilapayún incisero la versione di Cortázar per due volte, dopo di che decisero di attenersi sempre al testo originale.
Nei primi anni ottanta i Quilapayún dichiararono alla stampa italiana di voler incidere una versione in cui i recitativi, in italiano, sarebbero stati declamati dall'attore Gian Maria Volonté. Tuttavia il progetto non fu mai completato.
Con il ritorno alla democrazia in Cile i Quilapayún fanno rientro in patria. Il 1º novembre 1997 si esibirono in uno storico concentro interpretando dal vivo la cantata nell'impianto di estrazione del salnitro Santa Laura, dichiarato Patrimonio dell'Umanità dall'UNESCO. La formazione che prese parte al concerto era composta da Daniel Valladares, Rodolfo Parada, Patricio Wang, Hugo Lagos, Guillermo García e Hernán Gómez; Gabriela Olivares al violoncello ed Héctor Noguera come voce recitante.
In occasione del centenario del massacro, nel 2007 furono proposte diverse nuove interpretazioni di quest'opera. Tra queste ricordiamo la cantata rock realizzata dalla band cilena Chancho en Piedra e la versione per strumenti a corda del Cuartetto Strappa, presentata lo stesso anno in Canada.

## Trama
La Cantata è strutturata in diciotto parti: cinque recitativi senza musica, un preludio e tre interludi di musica solo strumentale, due pregón (bandi o annunci) e sette canzoni improntate a ritmi e strumentazioni molto diverse tra di loro per dare maggiore enfasi al tema trattato in ciascuna di esse.
1. Bando: Señoras y señores
La cantata inizia con un bando introduttivo che espone il tema trattato, accompagnato principalmente da strumenti a corda che entrano in sequenza per dare crescente forza alle frasi.
2. Preludio strumentale
3. Recitativo: Si contemplan la pampa y sus rincones
Questo primo recitativo descrive la situazione dell'industria di estrazione del salnitro all'epoca dei fatti, con gli operai costretti a lavorare e a vivere con le loro famiglie in centri di estrazione isolati in mezzo a zone aride e desertiche, in condizioni molto dure e arretrate.
4. Canzone: El sol en desierto grande
La canzone rafforza il tema del recitativo precedente, sottolineando la durezza del lavoro sotto "il sole del grande deserto". Le voci del canto ricordano quasi il coro degli operai al lavoro nel deserto di Atacama.
5. Interludio strumentale
6. Recitativo: Se había acumulado mucho daño
Il secondo recitativo accenna all'organizzazione dei primi movimenti sindacali e dei primi scioperi nell'industria del salnitro. Dopo il primo sciopero nell'impianto San Lorenzo, secondo il recitativo "tutti udivano un grido che volava nel deserto, da un impianto all'altro, come raffiche" finché gli operai decidono di scendere dalle alture alla pampa fino al "porto grande" di Iquique.

1. Canzone (detta dell'operaio giovane): Vamos mujer
Qui la voce solista incarna quella di un giovane operaio che cerca di infondere ottimismo alla sua donna affinché lo accompagni, con il figlioletto, nella lunga marcia verso Iquique: le parla di una città "grande come un lago salato" con "tante belle case", suggerendo l'idea che non avevano avuto occasione di uscire dagli impianti né di vedere una grande città. Si capisce che il viaggio si presenta non privo di pericoli e difficoltà, ma l'ottimismo dell'operaio vien sottolineato da un crescendo in cui si ripetono diverse volte le parole "non c'è da aver paura, perché a Iquique tutti ci comprenderanno".
2. Interludio strumentale
3. Recitativo: Del quince al veintiuno
La massa di operai giunge a Iquique tra il 15 e il 21 dicembre del 1907. Molti commercianti e lavoratori della città offrono appoggio e solidarietà, ma viene anche detto che molti avversarono la presenza degli operai, potenziale fonte di furti e omicidi.
4. Interludio cantato: Se han unido con nosotros
Breve tema che dà voce agli operai della pampa a conferma di quanto esposto dal recitativo precedente: "Iquique ci considera stranieri; alcuni amici ci capiscono, ma gli altri si rifiutano di stringerci la mano."
5. Recitativo: El sitio al que los llevaban
A ideale continuazione del recitativo precedente, qui si racconta come gli operai vengono radunati nella scuola Domingo Santa María situata nel centro della città. Qui alcuni di loro già presentono che la loro avventura avrà un finale tragico.
6. Canzone (detta dell'operaio vecchio): Soy obrero pampino y soy
Qui la voce solista di Willy Oddó, accompagnata dallo stringente ritmo di sajuriana degli strumenti a corda, incarna quella di un anziano operaio, al quale l'esperienza dice che "succederà qualcosa di orribile" ricordando tutta una vita di pene e rinunce. Con la sua ossessiva ripetizione delle sillabe iniziali di ciascun verso, il ritmo di sajuriana (appartenente al folklore del Cile) sembra quasi suggerire che l'operaio balbetti dalla preoccupazione.
7. Interludio strumentale
8. Recitativo: Nadie diga palabra que llegará
Corpi militari guidati dal generale Roberto Silva Renard armati di mitragliatrici circondano "strategicamente" la scuola. Nella drammatizzazione del recitativo, il generale cerca di convincere gli operai a sgomberare pacificamente: "non serve a niente tutta questa commedia, smettete d'inventar questa miseria! Non avete il senso del dovere, siete ignoranti, disturbate l'ordine pubblico, siete maleodoranti!". Allora un operaio chiamato "Rucio" (il nome dell'asino di Sancho Panza) si fa avanti rispondendo "Lei signor generale non ci capisce. [...] Terremo il pugno alzato [...]" aggiungendo: se ci vuole minacciare, spari pure. Sempre secondo il recitativo, il generale sfodera la pistola e spara senza scrupoli al "Rucio", dando così il via alla carneficina.
9. Canzone litania: Murieron tres mil seiscientos
Sebbene non vi sia una cifra ufficiale relativamente alle vittime, il testo di questa canzone parla di 3.600 morti, pari a una delle stime più pessimistiche fatte dagli storici. L'alternanza delle voci, il ritmo particolarmente lento e grave, e l'accompagnamento delle quena sottolineano la tristezza del momento.
10. Canción: A los hombres de la pampa
In un crescendo in cui vengono miscelate diverse melodie, la canzone rimarca l'atrocità del fatto narrato, come se venisse raccontato a un bimbo, al quale viene spiegato che "non bisogna essere poveri, figliolo: è pericoloso". Segue un testo militante nel quale si giura che questi fatti non verranno mai dimenticati. "Dove sono gli assassini che hanno ucciso per il gusto di uccidere? Lo giuriamo su questa terra, prima o poi li incontreremo [...] Lo giuriamo, compagni, quel giorno verrà!"
11. Bando: Señoras y señores
12. Canzone finale: Ustedes que ya escucharon
Con l'accompagnamento predominante del charango, questa canzone invita a non considerare i fatti narrati come un evento passato e senza alcuna relazione con il presente. Al contrario: "forse domani o dopo, oppure in un'altra occasione, la storia che avete ascoltato di nuovo succederà; perché il Cile è un paese tanto lungo che mille cose vi possono accadere, se non ci teniamo pronti e risoluti a lottare". Dopo una ripresa della Canzone litania, la Cantata termina con la frase "Uniamoci come fratelli e nessuno ci vincerà; se vogliono farci schiavi, con noi non ci riusciranno."

## Tracce
1. Pregón – 2:11
2. Preludio instrumental – 5:44
3. Relato I – 2:10
4. Canción I – 2:20
5. Interludio instrumental I – 1:33
6. Relato II – 1:20
7. Canción II – 2:07
8. Interludio instrumental II – 1:44
9. Relato III – 1:37
10. Interludio cantado – 2:03
11. Relato IV – 1:00
12. Canción III – 1:43
13. Interludio instrumental III – 1:55
14. Relato V – 2:14
15. Canción Letanía – 1:33
16. Canción IV – 2:55
17. Canción Pregón – 0:31
18. Canción Final – 2:49

## Formazione edizione 1970

### Quilapayún
- Eduardo Carrasco
- Carlos Quezada
- Willy Oddó
- Patricio Castillo
- Hernán Gómez
- Rodolfo Parada

### Musicisti
- Héctor Duvauchelle - narratore
- Eduardo Seinkiewicz - violoncello
- Luis Bignon - contrabbasso